# Куликов Віктор Георгійович
Ві́ктор Гео́ргійович Кулико́в  (5 липня 1921 село Верхня Любовша Лівенського повіту, тепер Краснозоренського району Орловської області — 28 травня 2013, Москва) — радянський воєначальник, Маршал Радянського Союзу (1977), Герой Радянського Союзу (1981), начальник Генерального штабу СРСР (1971—1977). Член ЦК КПРС (1971—1989). Депутат Верховної Ради СРСР 7—11-го скликань (у 1968—1989 роках).

## Біографія
Народився в родині селянина-бідняка. У часи голоду сім'я переїхала на південь, опинилася в Ставропольському краї. У 1938 році закінчив десять класів залізничної 5-ї школи міста Невинномиська.
У Червоній армії з 1939 року. Закінчив Грозненське військово-піхотне училище, здобув звання лейтенанта в червні 1941 року.
Після закінчення училища служив заступником командира розвідувальної роти 41-го розвідувального батальйону 41-ї танкової дивізії 22-го механізованого корпусу 5-ї армії у місті Володимирі-Волинському.
Учасник німецько-радянської війни. З червня 1941 року — командир мотоциклетної роти 41-ї танкової дивізії на Південно-Західному фронті. З жовтня 1941 — командир розвідувального взводу 143-ї окремої танкової бригади автобронетанкового центру міста Москви, воював на Західному фронті. З лютого 1942 — начальник штабу танкового батальйону і начальник штабу танкової бригади на Калінінському фронті.
Член ВКП(б) з 1942 року.
З лютого 1943 року — заступник начальника штабу бригади з оперативної роботи, з серпня 1943 по травень 1945 року — начальник штабу 143-ї танкової бригади на 1-му Прибалтійському і 2-му Білоруському фронтах (з лютого 1945 року бригада називалася окремою гвардійською важкою самохідно-артилерійською бригадою).
З жовтня 1945 року — заступник командира 3-го гвардійського танкового полку 3-ї гвардійської танкової дивізії Північної групи військ у Польщі. У 1947 році закінчив Ленінградську вищу офіцерську школу бронетанкових і механізованих військ, далі служив у штабах танкових полків в Білоруському військовому окрузі та в Туркестанському військовому окрузі.
У 1953 році закінчив Військову академію імені Фрунзе.
З 1953 року — командир 155-го механізованого полку, потім — начальник штабу, з липня 1955 року — командир 69-ї механізованої дивізії в Одеському військовому окрузі. З травня 1957 року — командир 118-ї мотострілецької дивізії.
У 1959 році закінчив Військову академію Генерального штабу Збройних сил СРСР. З 1959 року — заступник командувача з бойової підготовки — начальник бойової підготовки 5-ї гвардійської танкової армії в Білоруському військовому окрузі. З лютого 1962 року — 1-й заступник командувача 6-ї армії в Ленінградському військовому окрузі.
З 8 червня 1964 року — командувач 6-ї загальновійськової Червонопрапорної армії (штаб у Петрозаводську). Потім був командувачем 2-ї гвардійської танкової армії в Групі радянських військ в Німеччині.
З 4 травня 1967 по 1969 рік — командувач військ Київського військового округу.
У 1969 році закінчив Вищі академічні курси при Військовій академії Генерального штабу Збройних сил СРСР.
З 31 жовтня 1969 року — головнокомандувач Групи радянських військ в Німеччині.
З 21 вересня 1971 по 8 січня 1977 року — начальник Генерального штабу Збройних сил СРСР — 1-й заступник Міністра оборони СРСР.
У січні 1977 — лютому 1989 року — головнокомандувач Об'єднаних Збройних сил держав — учасників Організації Варшавського договору — 1-й заступник Міністра оборони СРСР.
З лютого 1989 по січень 1992 року — генеральний інспектор Групи генеральних інспекторів Міністерства оборони СРСР. З січня 1992 року — радник Головнокомандувача Об'єднаними Збройними силами країн — учасниць СНД.
Помер 28 травня 2013 року. Похований 31 травня 2013 року на Новодівочому цвинтарі.

## Родина
Дружина — Куликова Марія Максимівна (1922—2011). Доньки — Лідія та Валентина.

## Нагороди
- Герой Радянського Союзу (3 липня 1981)
- Орден «За заслуги перед Вітчизною» II ст. (10 липня 2001)
- Орден «За заслуги перед Вітчизною» III ст. (3 липня 1996)
- Орден «За заслуги перед Вітчизною» IV ст. (23 червня 2011)
- Орден «За військові заслуги» (Росія)
- Орден Шани (5 липня 2006)
- Чотири ордени Леніна (2 липня 1971, 21 лютого 1978, 3 липня 1981, 19 лютого 1988).
- Три ордени Червоного Прапора (26 жовтня 1943, 20 липня 1944, 22 лютого 1968).
- Три ордени Вітчизняної війни І ст. (7 вересня 1943, 12 травня 1945, 6 квітня 1985).
- Орден Червоної Зірки (26 жовтня 1955).
- Орден «За службу Батьківщині у Збройних Силах СРСР» III ст. (30 квітня 1975).
- Медаль «За відвагу»;
- Медаль «За бойові заслуги».
- Лауреат Ленінській премії (1983).
- Лауреат премії Жукова.
- Лауреат премії Фрунзе.
- Орден Сухе-Батора (МНР, 1981).
- Орден «За заслуги перед Вітчизною» I ст. (НДР, 1981).
- Орден «Зірка дружби народів» I ст. (НДР, 1985).
- Три ордени Шарнхорста (НДР, 1972, 1986, 1987).
- Бойовий орден «За заслуги перед народом і Вітчизною» I ст. (НДР, 1970).
- Орден Георгія Димитрова (НРБ, 1984).
- Орден «Народна Республіка Болгарія» I ст. (НРБ, 1974).
- Орден Відродження Польщі III класу (ПНР, 1973).
- «Орден Прапора» з алмазами (УНР, 1975).
- «Орден Червоної Зірки» (УНР, 1985).
- Орден «За військову доблесть» I ст. (СРВ, 1983).
- Орден «Звитяжного Лютого» (ЧССР, 1985).
- Орден «За військові заслуги» I ст. (Перу, 1972).
- Орден «23 серпня» I ст. (СРР, 1974).
- Національний орден «Плайя-Хірон» (Куба, 2006)
- 7 медалей МНР, 5 медалей НДР, 9 медалей НРБ, 3 медалі і почесний знак ПНР, 1 медаль УНР, 2 медалі Республіки Куба, 4 медалі ЧСРР, 2 медалі СРР, по 1 медалі КНДР, Гани, США. Мав 52 іноземних державних нагороди.
- Почесний громадянин міста Невинномиська (1973).
- Почесний громадянин міста Орла і Орловської області (2004).

## Військові звання
- Полковник (17 лютого 1951)
- Генерал-майор (18 лютого 1958)
- Генерал-лейтенант (16 червня 1965)
- Генерал-полковник (4 травня 1967)
- Генерал армії (29 квітня 1970)
- Маршал Радянського Союзу (14 січня 1977)